# 小行星6855
小行星6855（6855 Armellini）是一颗绕太阳运转的小行星，为主小行星带小行星。该小行星于1989年1月29日发现。

## 轨道参数
小行星6855的轨道半长轴为2.2893466 UA，离心率为0.065。